# Wit-Rusland op het Eurovisiesongfestival 2017

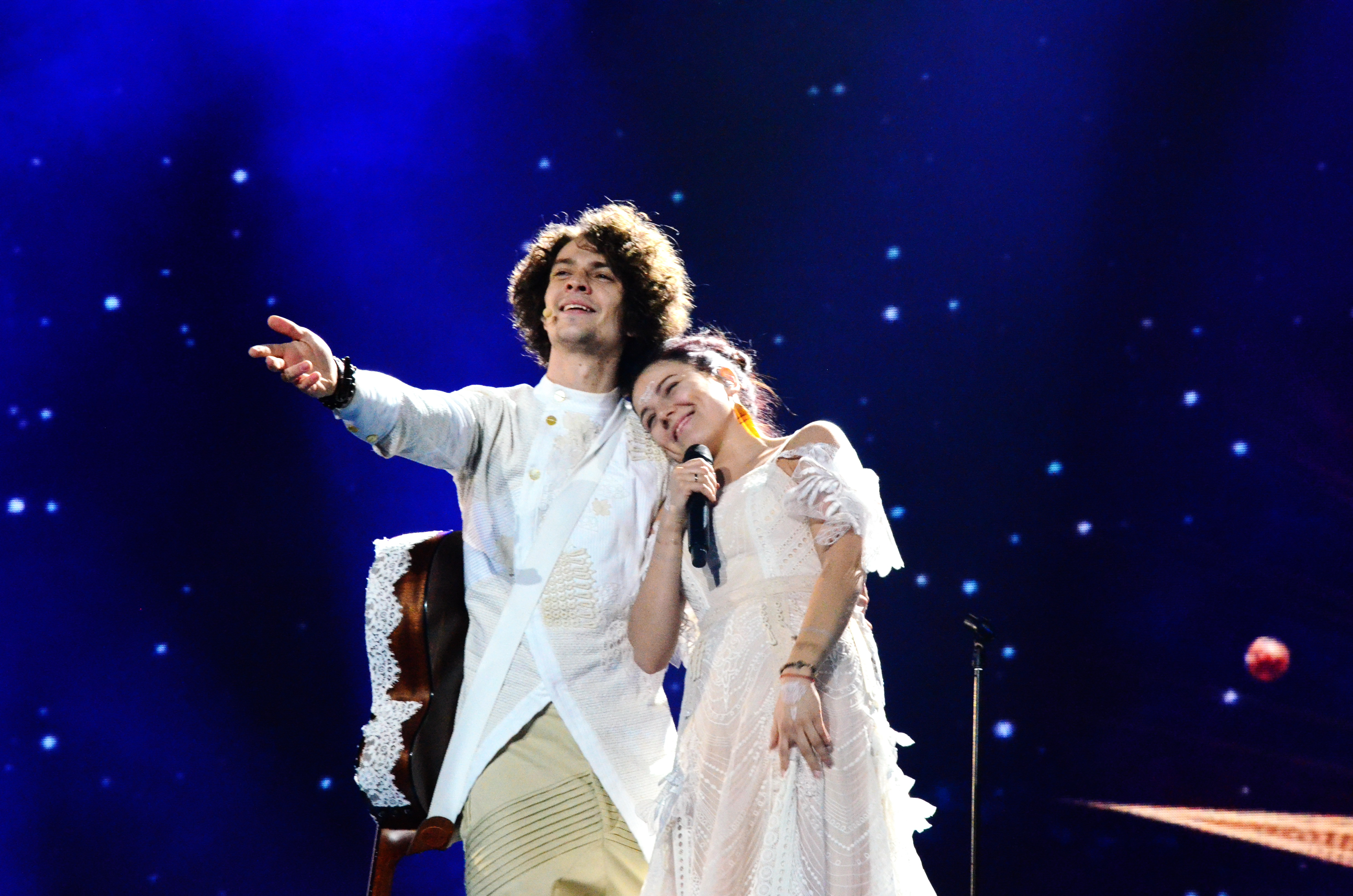
Navi tijdens de generale repetitie voor de finale van het Eurovisiesongfestival 2017

Wit-Rusland nam deel aan het Eurovisiesongfestival 2017 in Kiev, Oekraïne. Het was de 13de deelname van het land aan het Eurovisiesongfestival. BTRC was verantwoordelijk voor de Wit-Russische bijdrage voor de editie van 2017.

## Selectieprocedure
Net als de voorbije jaren hield de Wit-Russische openbare omroep een nationale finale om de Wit-Russische inzending aan te duiden. Artiesten en tekstschrijvers konden hun bijdrage naar de omroep sturen. De inschrijving opende op 4 november en liep tot 24 november. Uiteindelijk ontving BTRC 67 inzendingen, 24 minder dan het jaar voordien. Uit deze lijst werden dertien namen weerhouden.
De nationale finale werd gehouden op 20 januari 2016 en net als de voorgaande vier edities gepresenteerd door Olga Ryzjikova, deze keer (voor het tweede jaar op rij) samen met Teo, die Wit-Rusland vertegenwoordigde op het Eurovisiesongfestival 2014. Na één jaar afwezigheid werd er terug gebruik gemaakt van een vakjury, die voor de helft van de punten instond. De andere helft werd verdeeld door de televoters, die bij een gelijkstand de bovenhand kregen. De keuze viel uiteindelijk op Navi met het nummer Historyja majho žyccia. Hoewel het nummer op het songfestival volledig in het Wit-Russisch gezongen werd, werd de titel veranderd naar de Engelse vertaling: Story of my life. Het was pas de eerste keer dat een Wit-Russische inzending in het Wit-Russisch gezongen werd op het Eurovisiesongfestival.

## Nationale finale
20 januari 2017
| Plaats | Artiest               | Lied                   | Jury | Publiek | Totaal |
| ------ | --------------------- | ---------------------- | ---- | ------- | ------ |
| 1      | Navi                  | Historyja majho žyccia | 12   | 6       | 18     |
| 2      | Nuteki                | Take my heart          | 10   | 5       | 15     |
| 3      | Anastasiya Sheverenko | We'll be together      | 6    | 7       | 13     |
| 4      | Provokatsija          | My love                | 0    | 12      | 12     |
| 5      | NAPOLI                | Let's come together    | 2    | 10      | 12     |
| 6      | Nikita Hodas          | Voices in my head      | 7    | 3       | 10     |
| 7      | July                  | Children of the world  | 1    | 8       | 9      |
| 8      | Isaac Nightingale     | On the red line        | 8    | 0       | 8      |
| 9      | Angelica Pushnova     | We should be together  | 3    | 4       | 7      |
| 10     | Aleksandra Tkach      | Be stronger            | 5    | 2       | 7      |
| 11     | Vladislav Koerasov    | Follow the play        | 4    | 0       | 4      |
| 12     | Kattie                | Wild wind              | 0    | 1       | 1      |
| 13     | Lermont & Julic       | Heartbeat              | 0    | 0       | 0      |

## In Kiev
Wit-Rusland wist zich te plaatsen voor de finale. Daarin eindigde het land op de 17de plek, met 83 punten.
2004 · 2005 · 2006 · 2007 · 2008 · 2009 · 2010 · 2011 · 2012 · 2013 · 2014 · 2015 · 2016 · 2017 · 2018 · 2019 · 2020-2025
Albanië · Armenië · Australië · Azerbeidzjan · België · Bulgarije · Cyprus · Denemarken · Duitsland · Estland · Finland · Frankrijk · Georgië · Griekenland · Hongarije · Ierland · IJsland · Israël · Italië · Kroatië · Letland · Litouwen · Macedonië · Malta · Moldavië · Montenegro · Nederland · Noorwegen · Oekraïne · Oostenrijk · Polen · Portugal · Roemenië · San Marino · Servië · Slovenië · Spanje · Tsjechië · Verenigd Koninkrijk · Wit-Rusland · Zweden · Zwitserland